# Saigini
Saigini — триба парнопалих ссавців родини Бикових, підродини Антилопових, що складається з двох видів антилоп середнього розміру, що населяють євразійські степи.

## Таксономія
Трибу було створено в 1945 році американським палеонтологом і біологом-теоретиком Джорджем Гейлордом Сімпсоном. За класифікацією Сімпсона триба складається з двох одновидових родів:
- Saigini
  - Pantholops
    - Pantholops hodgsonii

  - Saiga
    - Saiga tatarica

## Таксономічні дискусії
Saiga та Pantholops є проблемними родами в систематиці. Saiga традиційно класифікували як члена триби Saigini в межах підродини Caprinae, але деякі автори припускали, що рід Saiga був ближчим до підродини Antilopinae. 2000 року Гроувс проаналізував морфологічні ознаки Procapra, Prodorcas і Saiga і запропонував три базальні групи Antilopinae, одна з яких включала кладу Saiga + Procapra.
Рід Panthalops є одновидовим (P. hodgsonii) і іноді включається до триби Saigini на основі схожих морфологічних ознак, більшість з яких є плезіоморфними. Однак молекулярні та морфологічні знахідки свідчать про те, що Pantholops hodgsonii слід класифікувати правильніше до підродини Caprinae, але статус P. hodgsonii в цій підродині залишається невизначеним. Дані про цитохром b і невеликі частини рибосомальних генів 12S і 16S свідчать про філогенетичну спорідненість Saiga та Procapra з Antilopinae. Однак ці дослідження не прояснюють тісні відносини всередині цієї клади. Враховуючи цю невизначеність, деякі автори припускають, що від таксону Saigini слід відмовитися.